# Корнелювка (Люблинское воеводство)
Корнелювка (пол. Kornelówka) — деревня в Замойском повете Люблинского воеводства Польши. Входит в состав гмины Ситно. Находится примерно в 8 км к северо-востоку от центра города Замосць. По данным переписи 2011 года, в деревне проживало 439 человек.
В 1975—1998 годах деревня входила в состав Замойского воеводства.

## Население
Демографическая структура по состоянию на 31 марта 2011 года:
|         | Всего | До трудоспособного возраста | Трудоспособного возраста | Старше трудоспособного возраста |
| ------- | ----- | --------------------------- | ------------------------ | ------------------------------- |
| Мужчины | 222   | 41                          | 150                      | 31                              |
| Женщины | 217   | 46                          | 112                      | 59                              |
| Всего   | 439   | 87                          | 262                      | 90                              |